# Ismaïl Sreznevski
Ismaïl Ivanovich SreznIsmaïl Sreznevevski (en russe : Измаил Иванович Срезневскийà), né le 13 juin 1812 à Iaroslavl et mort le 21 février 1880 à Saint-Pétersbourg, est un philologue, slaviste, historien, paléographe, lexicographe, folkloriste et écrivain russe. Il est étudiant et professeur à l'université de Kharkiv.

## Biographie

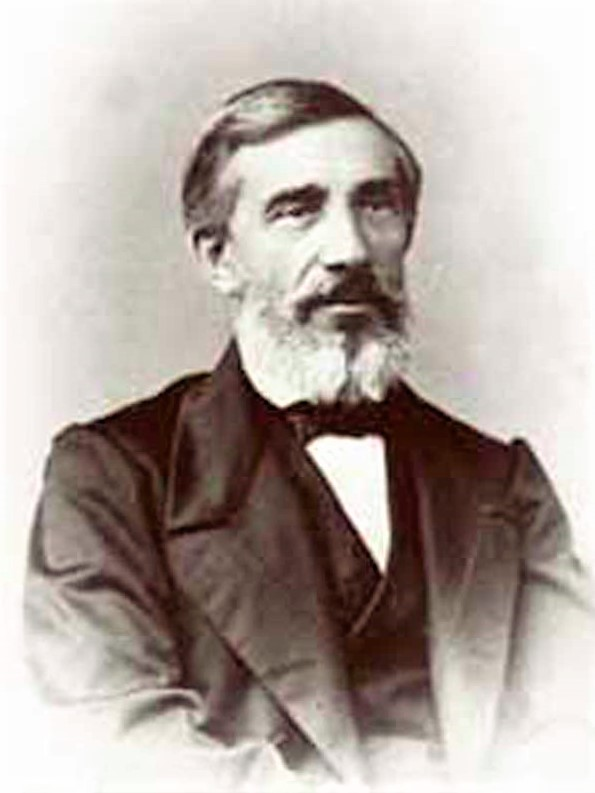
Ismaïl Sreznevski.

Son père, Ivan Sreznevski, est un traducteur prolifique de poésie latine qui enseigne au Lycée Demidov à Yaroslavl avant de déménager à l'université de Kharkov. C'est à Kharkiv que Ismaïl Sreznevsky obtient son diplôme de philologie (en 1829) et obtient un poste de professeur (en 1842). Il est une figure notable du renouveau littéraire ukrainien et compile plusieurs anthologies en plusieurs volumes du folklore local, notamment zaporogues (1833-1838). 
En 1839–1842, il entreprend une tournée dans toutes les grandes bibliothèques d'Europe centrale et orientale en vue de consulter les plus anciens manuscrits slaves existants.
En 1847, Ismaïl Sreznevski s'installe à Saint-Pétersbourg, où il s'applique à préparer un dictionnaire complet du vieux russe. Ce travail dure plusieurs décennies et permet l'étude et la publication de nombreux textes et codex médiévaux obscurs, dont le Codex Zographensis (en 1856), le Codex Marianus (en 1866) et les Fragments du Missel de Kiev (en 1874). La pièce de résistance de Ismaïl Sreznevski, "Le dictionnaire de l'ancienne langue russe", bien qu'incomplet, est publié à titre posthume en trois volumes (1893-1903) et est réimprimée avec un addenda en 1912, 1958 et 1988. Le dictionnaire n'est remplacée qu'avec la publication d'un dictionnaire académique en 24 volumes paru en 1975–1999.
Ismaïl Sreznevski est le père fondateur du département de langue russe de l'Académie des sciences de Saint-Pétersbourg (dont il est élu membre en 1851) et de l'école universitaire d'études slaves de Saint-Pétersbourg. Dès 1849, il prononce une série de conférences sur l'histoire et l'évolution de la langue russe. Son travail sur l'étude de la paléographie slave est publié en 1885. Parmi ses disciples étudiants à l'université de Saint-Pétersbourg, il y a Alexandre Pypine, Nikolaï Tchernychevski, Nikolaï Dobrolioubov, Dmitri Pissarev et Vladimir Lamanski (qui publie sa biographie en 1890). 